# Anne Marie Pepper
Anne Marie Pepper (ur. 27 lutego 1968) – australijska judoczka.
Zajęła siódme miejsce na mistrzostwach świata w 1987; uczestniczka zawodów w 1991 i 1993. Startowała w Pucharze Świata w 1995. Zdobyła pięć medali na mistrzostwach Oceanii w latach 1985 - 1994. Mistrzyni Australii w 1987, 1991, 1992, 1993 i 1994 roku.